# リナクロチド
リナクロチド（英: Linaclotide、商品名：リンゼス、英:  Linzess）は、グアニル酸シクラーゼC受容体アゴニスト、慢性便秘症の治療薬である。日本においては2017年3月に、便秘型過敏性腸症候群薬として薬価収載され、2018年8月21日、慢性便秘症の効能・効果を追加承認された。日本では、アステラス製薬から「リンゼス」という商品名で販売されている。

## 概要
1日1回経口投与の慢性便秘症治療薬で、腸管上皮の表面に存在するグアニル酸シクラーゼC受容体に作用し、腸管内への水分分泌を促進することにより、排便を促進する。水分量を増やし便を軟らかくするタイプの便秘薬に分類される。

- リナクロチドは腸管毒素原性大腸菌やブドウ球菌などの食中毒菌が産生するエンテロトキシンを模倣した薬剤である。

## 用法用量
一日一回食前に投与する。

## 有効性
日本の慢性便秘症患者186例を、リナクロチド投与群（0.5 mg）またはプラセボ投与群に1:1の比で無作為に割り付け、リナクロチドを4週間経口投与した際の有効性を検証するとともに安全性を検討した結果、主要評価項目で、リナクロチド投与群はプラセボ投与群と比較して統計的に有意な改善を示した。

## 副作用・併用注意
下痢、腹痛、貧血など。